# Universidad Politécnica Salesiana

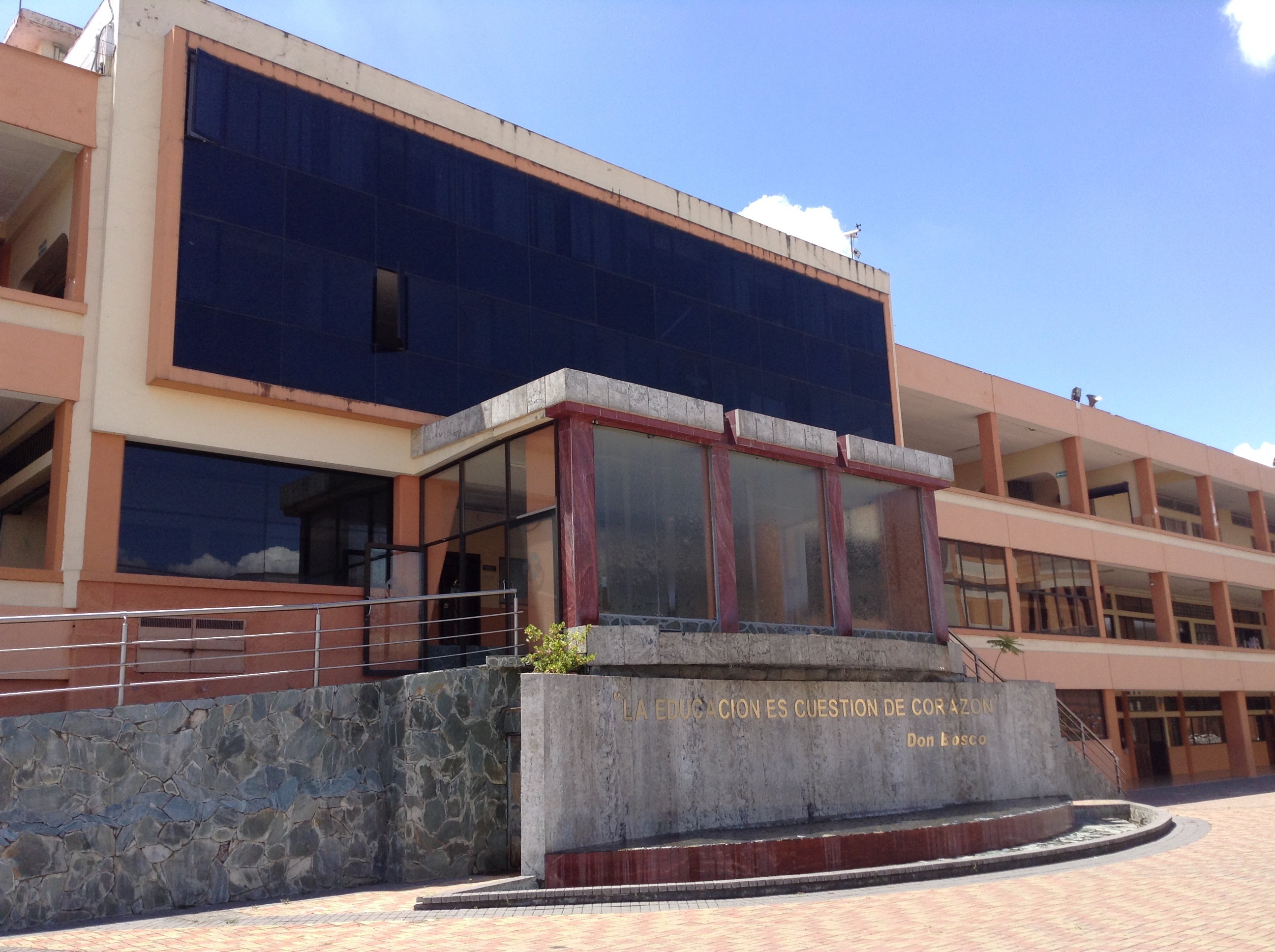
Universidad Politécnica Salesiana, Cuenca Ecuador

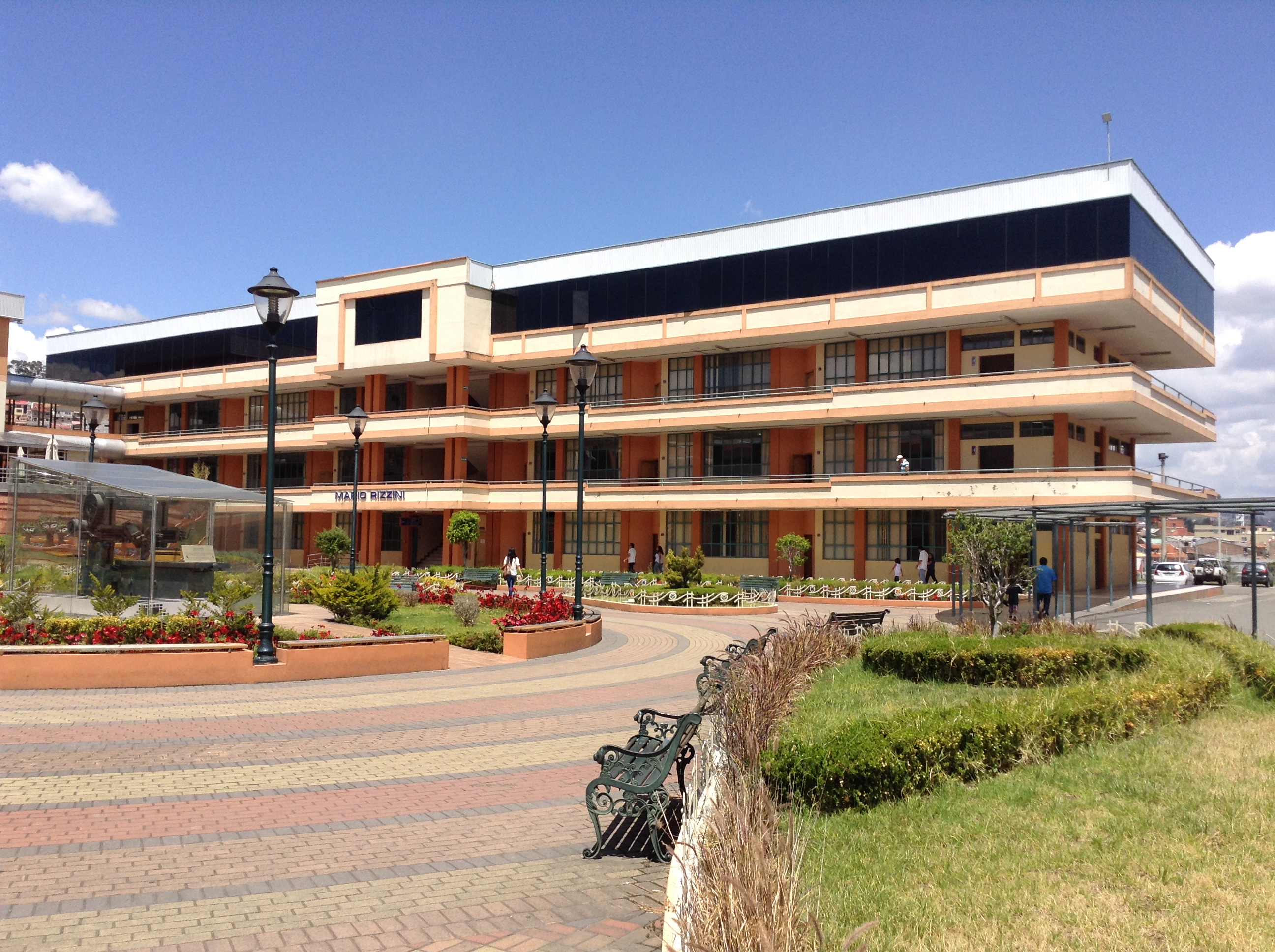
Universidad Politécnica Salesiana, Cuenca Ecuador

Universidad Politécnica Salesiana del Ecuador es una obra de la Congregación Salesiana. La UPS fue fundada el 5 de agosto de 1994 en la ciudad de Cuenca y tiene sedes en Quito y Guayaquil. Se caracteriza por la educación técnica y cristiana que imparte a sus estudiantes. En 2016 registra 25.545 estudiantes en todo el Ecuador.

## Historia
En 1887 el gobierno de Ecuador firmó un convenio con Don Bosco para que los salesianos tomaran bajo su responsabilidad el Protectorado Católico de Artes y Oficios en Quito. Ecuador llegó a ser uno de los primeros países no-europeos en recibir las obras del santo educador de Turín (el primero fue Argentina en 1877 y pronto el carisma salesiano se estableció en el país andino de la Suramérica septentrional).

### Fundación de la UPS
La Universidad Politécnica Salesiana creada mediante Ley n.º 63 expedida por el Congreso Nacional y publicada en el Registro Oficial n.º 499 del 5 de agosto de 1994, es una institución autónoma, de educación superior particular, católica, cofinanciada por el Estado. Es una persona jurídica de derecho privado, con finalidad social, sin fines de lucro. Su domicilio principal y matriz se halla en la ciudad de Cuenca, con sedes en las ciudades de Quito y Guayaquil. 
De conformidad con la Ley de Educación Superior, la Ley de Creación de la UPS y los Reglamentos para la creación y funcionamiento de Extensiones Universitarias vigentes de la Universidad Politécnica Salesiana podrá establecer otras sedes o extensiones o crear Unidades Académicas que la comunidad requiera. 
La Universidad Politécnica Salesiana es una institución de estudios superiores, inspiración cristiana con carácter católico, de índole salesiana, que promueve el desarrollo de la persona y el patrimonio cultural de la sociedad mediante la docencia, la investigación, la formación continua y los diversos servicios ofrecidos a la comunidad local, nacional e internacional.

## Localización
La Universidad Politécnica Salesiana tiene un carácter nacional. Su sede matriz está en la ciudad de Cuenca (Calle Turuhuayco 3-69 y Calle Vieja; Calle Vieja 12-30 y Elia Liut) y tiene sedes en las ciudades de Quito (Campus El Girón: Av. 12 de octubre 24-22 y Wilson. Campus Sur: Rumichaca y Morán Valverde s/n.) y Guayaquil (Robles 107 y Chanbers) y su nuevo Campus  Maria Auxiliadora inaugurado el 23 de abril de 2018, ubicado en el km 19.5 vía a la Costa. 
La universidad cuenta con la editorial y museo Editorial y museo Abya Yala en Quito.

## Rectores
El sacerdote Luciano Bellini Fedozzi, sdb, es el rector fundador. Luego fue elegido el sacerdote Javier Herrán Gómez, sdb. Desde el 2020 es elegido el sacerdote Dr. Juan Cárdenas Tapia, sdb.

## Carreras
Administración y economía
- Administración de Empresas
- Contabilidad y Auditoría
- Gerencia y Liderazgo

Ciencia y tecnología
- Computación
- Electricidad
- Electrónica y Automatización
- Ingeniería Automotriz
- Ingeniería Civil
- Ingeniería Industrial
- Mecatrónica
- Mecánica
- Telecomunicaciones
- Arquitectura

Ciencias de la vida
- Agropecuaria
- Biotecnología
- Gestión de Riesgos y Desastres
- Ingeniería Ambiental
- Presencial
- Medicina Veterinaria

Ciencias sociales y del comportamiento humano - Humanidades
- Comunicación
- Filosofía
- Psicología
- Derecho

Educación
- Educación
- Educación Básica
- Educación Inicial
- Pedagogía de la Actividad Física y Deporte

Modalidad en línea
- Antropología
- Educación Intercultural Bilingüe
- Teología

## Deportes
La Universidad está muy vinculada con el Club Social Deportivo Tecni Club de la ciudad de Cuenca, ya que fue fundado por profesores y empleados del Colegio Técnico Salesiano, que fue el precursor de la Universidad.  Dentro de la Universidad se encuentra el Estadio Valeriano Gavinelli.
La Universidad tiene el equipo de fútbol femenino Carneras UPS que participa en Súperliga Femenina de Ecuador.
La Universidad tiene equipos de varios deportes; baloncesto, atletismo, tenis de mesa, etc.

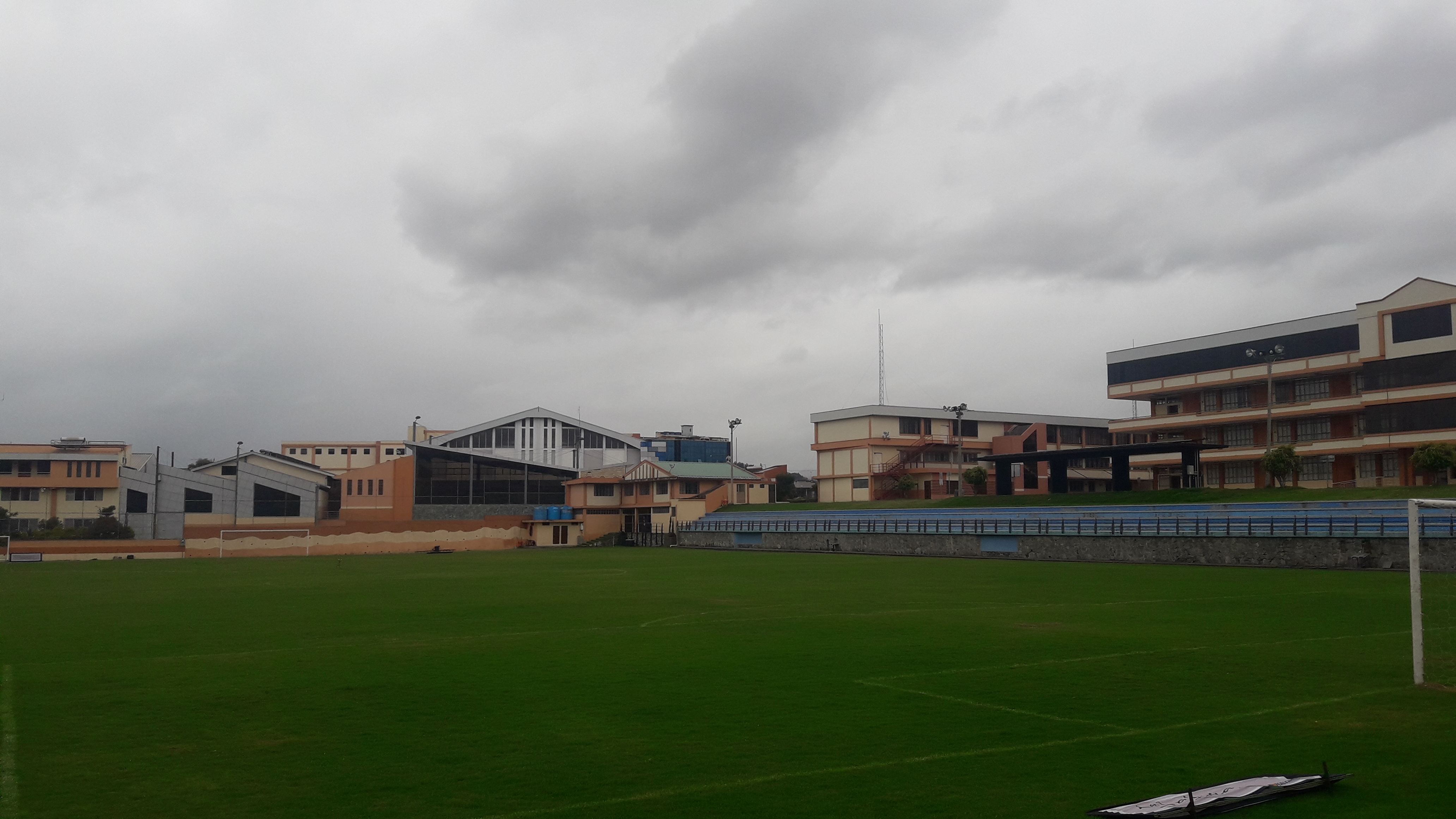
Universidad Politécnica Salesiana, Cuenca Ecuador

## Revistas científicas
La universidad pública seis revistas científicas, las cuales son:
- Alteridad[4] sobre educación tales como: Gestión Educativa, Educomunicación, Didáctica, Políticas Públicas, TIC, Pedagogía Social, entre otras.

- Ingenius[5] sobre ingeniería tales como: ingeniería mecánica, ingeniería eléctrica, ingeniería electrónica, ingeniería en computación, mecatrónica.

- La Granja[6] sobre ciencias ambientales, ciencias de la Tierra, biotecnología, agropecuaria y desarrollo sustentable.

- Retos[7] trata sobre temas económicos y financieros tales como: Administración Pública, Economía Social, Cooperativismo, asociacionismo, Marketing, Turismo, Emprendimiento, Gerencia, Migraciones.

- Sophia[8] sobre temas filosóficos aplicados a la educación tales como: Hermenéutica, Axiología, Epistemología, Deontología, Estética, Ontología, Antropología Filosófica, Sociología.

- Universitas[9] sobre  Ciencias sociales y ciencias humanas.